# Загвозд – Посуш'є – Травник – Зениця
Загвозд – Посуш'є – Травник – Зениця — перспективний газопровід між Хорватією та Боснією і Герцеговиною, який може створити новий напрямок постачання в останню блакитного палива.
З кінця 1970-х років здійснюються поставки до Боснії газу російського походження з використанням газопроводу Зворник – Сараєво – Зениця, який входить на територію країни з боку Сербії. З метою уникнення залежності від одного постачальника, центральна влада Боснії підтримує організацію сполучення з газотранспортною системою Хорватії. Зокрема, у другій половині 2010-х років почалось обговорення проєкту Південного інтерконектора (South Interconnection Project), який починатиметься неподалік узбережжя Адріатичного моря в районі Загвозд та прямуватиме на схід до Посуш'є (звідси можливе відгалуження до Мостара), а потім на північний схід у центральну Боснію до району Травніка.
Більша частина газопроводу — 114 км — планується в діаметрі 500 мм, тоді як ще 48 км повинні мати розмірність 400 мм. Біля Травніка відбуватиметься з’єднання з ділянкою Зениця – Травнік діаметром 400 мм, спорудженою у першій половині 2010-х. Втім, остання через погану якість робіт наразі не введена в експлуатацію, при цьому її будівництво виявилось пов’язаним з корупційним скандалом.
Станом на 2018 рік запланований у якості вихідного пункту район Загвозду сам ще не має доступу до блакитного палива, проте знаходиться на шляху перспективного трубопроводу зі Спліту (куди виведена система Босилєво – Спліт) до Дубровника, який має під'єднати південну частину хорватського узбережжя до газотранспортної системи країни. При цьому в останню наразі може надходити ресурс як з власних офшорних родовищ (Пула – Карловац), так і зі східноєвропейських хабів через  Угорщину (Варошфьолд – Слободниця), проте також існує проєкт спорудження плавучого регазифікаційного терміналу на острові Крк, через який відбуватиметься доступ до ринку зрідженого природного газу. А у випадку реалізації проєкту Іонічно-Адріатичного газогону (північною частиною якого й стане згадана вище траса від Спліту до Дубровнику) буде можливою подача на вихідний пункт блакитного палива східного (на першому етапі азербайджанського) походження.
Суттєвою відмінністю інтерконектора Загвозд – Зениця від ще одного подібного проєкту Слободниця – Брод – Зениця є відсутність на його маршруті ділянок, що прямують територією, підконтрольною Республіці Сербській.